# Iasenivka, Stavîșce
Iasenivka (în ucraineană Ясенівка) este o comună în raionul Stavîșce, regiunea Kiev, Ucraina, formată numai din satul de reședință.

## Demografie
Componența lingvistică a comunei Iasenivka
     Ucraineană (98,97%)
     Alte limbi (1,03%)
Conform recensământului din 2001, majoritatea populației comunei Iasenivka era vorbitoare de ucraineană (98,97%), existând în minoritate și vorbitori de alte limbi.